# Kyprinos
Kyprinos (in greco Κυπρίνος?, in turco Sarıhıdır, in bulgaro Саръхадър?, Sarahadar) è un ex comune della Grecia nella periferia della Macedonia orientale e Tracia di 2915 abitanti secondo i dati del censimento 2001.
È stato soppresso a seguito della riforma amministrativa detta Programma Callicrate in vigore dal gennaio 2011 ed è ora compreso nel comune di Orestiada.

## Geografia
Kyprinos è situato nella regione storica della Tracia, lungo la sponda destra del fiume Arda, a 5 km ad est dalla frontiera con la Bulgaria. Oltre il confine si estende il villaggio bulgaro di Slaveevo.
È situata a 33 km a nord-ovest del capoluogo comunale Orestiada, a 11 km a nord-est della cittadina bulgara di Ivajlovgrad e a 33 km a sud-est della città turca di Edirne.

## Storia
Dopo la seconda guerra balcanica tornò sotto la sovranità ottomana. Fu ceduta alla Bulgaria nel 1915 insieme a tutti i territori turchi posti sulla sponda destra della Marica. Dopo la prima guerra mondiale fu ceduta alla Grecia in base alle clausole del trattato di Neuilly.
Il 9 settembre 2010 è stato ufficialmente inaugurato il valico di frontiera di Slaveevo-Kyprinos che unisce questa parte della Tracia greca con il comune bulgaro di Ivajlovgrad.

## Località
Kyprinos è suddiviso nelle seguenti comunità (i nomi dei villaggi tra parentesi):
- Kyprinos (Kyprinos, Galini)
- Fylakio (Fylakio, Keramos, Ammovouno)
- Zoni (Zoni, Chelidona, Mikra Doxipara)